# Haegeumgang Theme Museum
El Haegeumgang Theme Museum (해금강테마박물관) es un museo ubicado en la ciudad de Geoje, Corea del Sur

## Historia
El Museo se ubica al lado del río Haegeum en la isla de Geoje. Consta de dos plantas que albergan el  Museo de la Historia Moderna de Corea, el Museo de Accesorios Decorativos Europeos y el Yukyung Art Museum. Dirigido por YU Chun-up el museo fue medio destruido durante un tifón en 2019, y totalmente restaurado en 2020.

## Colecciones
En la primera planta del edificio encontramos las exposiciones de la colección permanente con testimonios sobre la Guerra de Corea y la Guerra de Vietnam. También tienen una sala con objetos decorativas europeos.

## Exposiciones
En el Yukyung Art Museum se muestran aparte de su colección arte contemporáneo, exposiciones temporales de artistas internacionales. Anualmente se celebra ahí el Festival de Arte de Goje, una exposición sobre el tema “Libertad y paz” con artistas de más de 35 países. En 2021 participan 283 artistas de 63 países en la exposición  "Peace again", y se muestran obras de Vijay Sharma, José Domínguez Hernández, Daniel Garbade, Vicente Herrero Heca, Victor Puruganan entre otros.